# Gurgel Itaipu
O Itaipu E150 é um veículo do tipo elétrico de porte mini da Gurgel de 1975; sendo o primeiro a usar eletricidade como forma de motorização desenvolvido na América Latina.

## História
O veículo de motor elétrico existe desde o século 19, criado em 1886 quase junto com o veículo de motor a combustão. O elétrico teve um relativo sucesso até 1915, mas o sucesso do Ford T marcou o modelo que prevaleceria na indústria neste período em diante.
O Gurgel Itaipu foi desenvolvido pelo engenheiro mecânico e eletricista João Augusto Conrado do Amaral Gurgel. O protótipo foi apresentado em 1974 no Salão do Automóvel, sendo lançamento no ano seguinte.
O veículo recebeu este nome em homenagem à Usina Hidrelétrica de Itaipu (Paraná), que estava em construção neste ano.

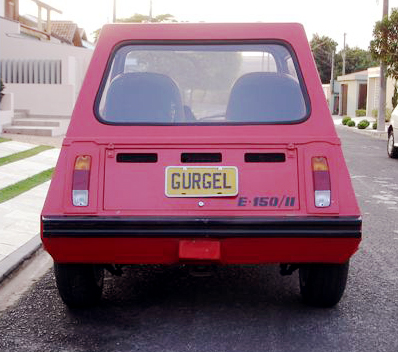
Visão traseira do Gurgel Itaipu